# Det entomologiska kvinnorovet

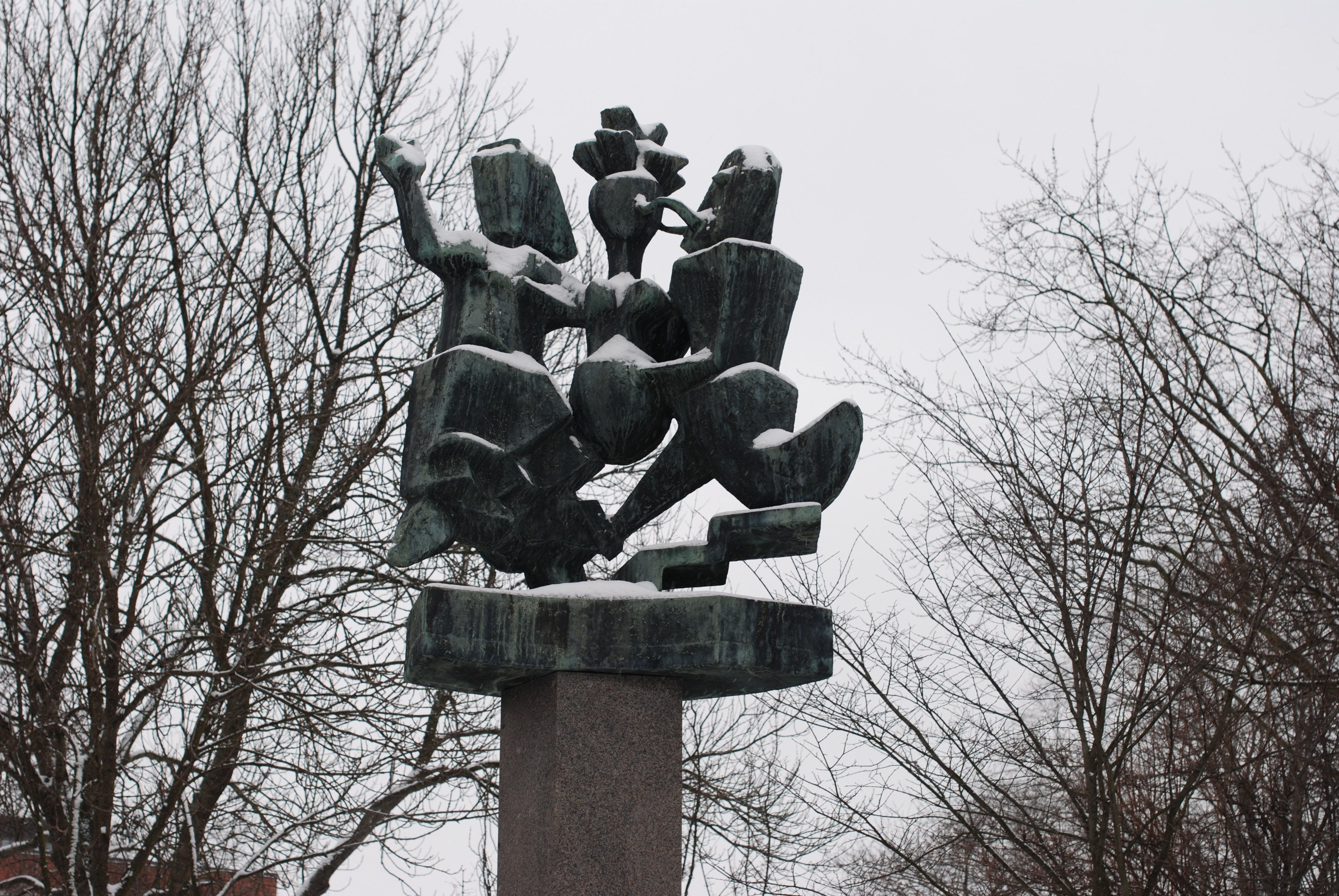
Det entomologiska kvinnorovet

Det entomologiska kvinnorovet är en skulptur av Eric Grate, som är uppställd utanför Karolinska Institutet i  Solna.
Bronsskulpturen Det entomologiska kvinnorovet skapades av Eric Grate 1956–1958 och placerades på en fyra meter hög granitpelare omedelbart utanför ingången till Karolinska Institutet. Skulpturen föreställer tre kubiserade personer, en kvinna och en mansperson som springande enleverar en tredje person utan lemmar. Den bortförda damen har en hatt eller krona på huvudet och mannen som bär henne är försedd med insektsliknande antenner i käken.

## Tillkomst

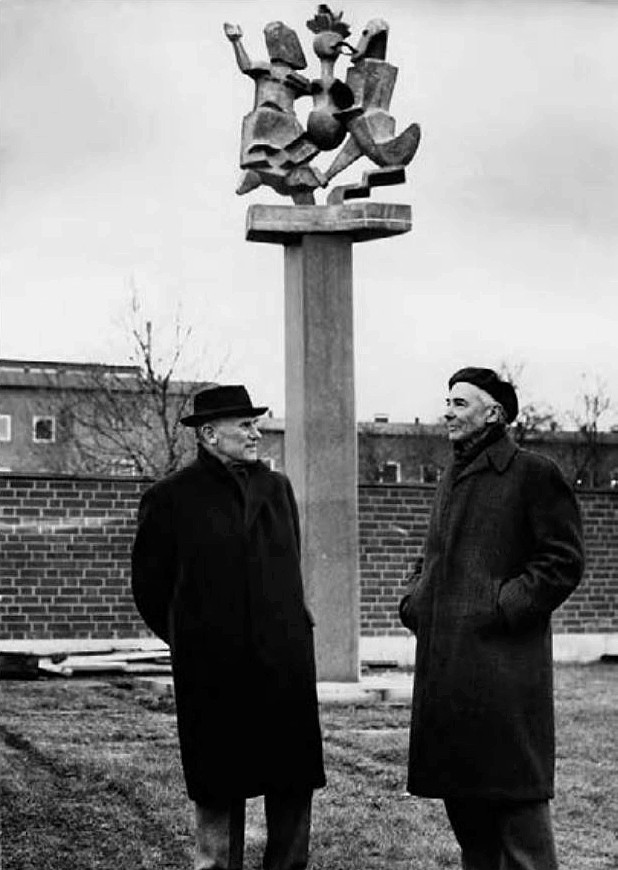
Arkitekt Ture Ryberg och Eric Grate (t.h.) framför skulpturen 1958.

Eric Grate fick idén till skulpturen redan under sin vistelse i Paris under 1920-talet. Där visade Miss Violetta, damen utan armar och ben, upp sig mot betalning på nöjesfält. Han arbetade redan från år 1930 med detta motiv, först som en relief i terracotta och senare i brons och kalksten och i början av 1950-talet också i form av en friskulptur i litet format. Skulpturen beställdes på initiativ av områdets arkitekt, Ture Ryberg, av Statens Konstråd, som 1955 gav Eric Grate i uppdrag att göra ett förslag till skulptur vid Karolinska institutets entré.

## Mottagande
Det förslag som inkom 1957 orsakade protester hos den mottagande myndigheten. Karolinska Institutets lärarkollegiums majoritet röstade 19 - 6 mot Kulturrådets förslag och gjorde en inlaga till Kungl. Maj:t i ärendet. Som argument mot anfördes det olämpliga i att utsmycka den medicinska högskolan med ett verk, "vars motivval mer för tanken till fysiska och psykiska sjukdomars och lytens nedbrytande krafter än till läkekonstens helande förmåga".
Konstrådet använde elevkårens positiva inställning i sitt ironiskt formulerade yttrande till Kungl. Maj:t och påpekade bland annat att lärarkollegiet så småningom sannolikt huvudsakligen skulle bestå av sådana mer positivt inställda medicinare.
Efter det att skulpturen satts upp 1958 bröt en pressdebatt ut. En medicinprofessor sökte genom ombud förmå Eric Grate att sätta dit armar och ben på den bortrövade damen.  Debatten ledde också till att Axel Hirsch donerade Nils Möllerbergs mera stillsamma och naturalistiska Mor och barn till institutet som en tröst för de protesterande lärarna.
| ”                                                                                   | Gruppen är uppsatt på en hög granitpelare, och på håll ter den sig som en fantasikapitäl eller en stor blomma på en stenstjälk. Att den har ett fint dekorativt värde som den nu står förefaller uppenbart. | „ |
| – Ulf Linde i Dagens Nyheter 1958-09-02, i ett inlägg i pressdebatten om skulpturen | |   |

Ärendet avgjordes i regeringskonselj.